# Championnat des provinces néo-zélandaises de rugby à XV 2019
Navigation
2018 2020
Le Championnat des provinces néo-zélandaises 2019 (officiellement Mitre 10 Cup) est la 43e édition du Championnat des provinces néo-zélandaises et la 14e édition depuis la réforme et le passage au professionnalisme. Elle oppose les quatorze meilleures provinces de rugby à XV de Nouvelle-Zélande. Le titre de Premiership revient pour la première fois à Tasman, province fondée en 2006.

## Résumé des résultats

### Premiership Division

#### Saison régulière
| Rang | Club             | J  | V  | N | D | Bo | Bd | Pm  | Pe  | Diff | Pts |
| ---- | ---------------- | -- | -- | - | - | -- | -- | --- | --- | ---- | --- |
| 1    | Tasman           | 10 | 10 | 0 | 0 | 8  | 0  | 391 | 114 | +277 | 48  |
| 2    | Wellington       | 10 | 7  | 1 | 2 | 7  | 0  | 321 | 269 | +52  | 37  |
| 3    | Canterbury       | 10 | 6  | 0 | 4 | 8  | 3  | 345 | 198 | +147 | 35  |
| 4    | Auckland         | 10 | 5  | 2 | 3 | 5  | 0  | 274 | 208 | +66  | 29  |
| 5    | North Harbour    | 10 | 4  | 1 | 5 | 7  | 3  | 271 | 265 | +6   | 28  |
| 6    | Waikato          | 10 | 3  | 1 | 6 | 6  | 2  | 276 | 317 | -41  | 22  |
| 7    | Counties Manukau | 10 | 1  | 0 | 9 | 4  | 3  | 175 | 318 | -143 | 11  |

|  | Qualification pour les demi-finales         |
|  | Relégation en Championship Division (no 7). |

Attribution des points : victoire sur tapis vert : 5, victoire : 4, match nul : 2, défaite : 0, forfait : -2 ; plus les bonus (offensif : 3 essais de plus que l'adversaire ; défensif : défaite par 5 points d'écart ou moins).

#### Tableau final
|  | Demi-finales    | Demi-finales    |        |    | Finale          | Finale          |
|  | Demi-finales    | Demi-finales    |        |    | Finale          | Finale          |
|  |                 |                 |        |    |                 |                 |
|  | 18 octobre 2019 | 18 octobre 2019 |        |    | 26 octobre 2019 | 26 octobre 2019 |
|  | 18 octobre 2019 | 18 octobre 2019 |        |    | 26 octobre 2019 | 26 octobre 2019 |
|  | Tasman          | 18              |        |    | 26 octobre 2019 | 26 octobre 2019 |
|  | Tasman          | 18              |        |    | 26 octobre 2019 | 26 octobre 2019 |
|  | Auckland        | 9               |        |    | 26 octobre 2019 | 26 octobre 2019 |
|  | Auckland        | 9               | Tasman | 31 |                 |                 |
|  | 19 octobre 2019 |                 | Tasman | 31 |                 |                 |
|  |                 | Wellington      | 14     |    |                 |                 |
|  | Wellington      | Wellington      | 14     | 30 |                 |                 |
|  | Wellington      |                 |        | 30 |                 |                 |
|  | Canterbury      | 19              |        |    |                 |                 |
|  | Canterbury      | 19              |        |    |                 |                 |

#### Finale
La finale de la compétition a lieu le 26 octobre 2019 au Trafalgar Park, à Nelson. Elle voit Tasman remporter le premier titre de son histoire, après une victoire face à Wellington sur le score de 31 à 14.
| Finale Samedi 26 octobre 2019 | Tasman | 31 - 14 (23 - 14) | Wellington                                                             | Trafalgar Park, Nelson Arbitre : Glen Jackson |
| Finale Samedi 26 octobre 2019 | Essai(s) : 3 Jordan (15e, 78e), Havili (23e) Transformation(s) : 2 Hunt (15e, 23e) Pénalité(s) : 4 Barkley (3e, 6e, 19e, 50e) |                   | Essai(s) : 1 Fidow (29e) Pénalité(s) : 3 Garden-Bachop (14e, 22e, 27e) | Trafalgar Park, Nelson Arbitre : Glen Jackson |
| Finale Samedi 26 octobre 2019 | |                   |                                                                        | Trafalgar Park, Nelson Arbitre : Glen Jackson |

### Championship Division

#### Saison régulière
| Rang | Club          | J  | V | N | D | Bo | Bd | Pm  | Pe  | Diff | Pts |
| ---- | ------------- | -- | - | - | - | -- | -- | --- | --- | ---- | --- |
| 1    | Bay of Plenty | 10 | 8 | 0 | 2 | 7  | 2  | 341 | 160 | +181 | 41  |
| 2    | Hawke's Bay   | 10 | 7 | 1 | 2 | 8  | 1  | 307 | 261 | +46  | 39  |
| 3    | Otago         | 10 | 5 | 0 | 5 | 5  | 0  | 266 | 327 | -61  | 25  |
| 4    | Manawatu      | 10 | 4 | 0 | 6 | 4  | 1  | 199 | 317 | -118 | 21  |
| 5    | Taranaki      | 10 | 4 | 0 | 6 | 2  | 0  | 227 | 260 | -33  | 18  |
| 6    | Northland     | 10 | 2 | 0 | 8 | 2  | 1  | 225 | 393 | -168 | 11  |
| 7    | Southland     | 10 | 1 | 0 | 9 | 2  | 1  | 161 | 372 | -211 | 7   |

|  | Qualification pour les demi-finales |

Attribution des points : victoire sur tapis vert : 5, victoire : 4, match nul : 2, défaite : 0, forfait : -2 ; plus les bonus (offensif : 3 essais de plus que l'adversaire ; défensif : défaite par 5 points d'écart ou moins).

#### Tableau final
|  | Demi-finales    | Demi-finales    |               |     | Finale          | Finale          |
|  | Demi-finales    | Demi-finales    |               |     | Finale          | Finale          |
|  |                 |                 |               |     |                 |                 |
|  | 18 octobre 2019 | 18 octobre 2019 |               |     | 25 octobre 2019 | 25 octobre 2019 |
|  | 18 octobre 2019 | 18 octobre 2019 |               |     | 25 octobre 2019 | 25 octobre 2019 |
|  | Bay of Plenty   | 64              |               |     | 25 octobre 2019 | 25 octobre 2019 |
|  | Bay of Plenty   | 64              |               |     | 25 octobre 2019 | 25 octobre 2019 |
|  | Manawatu        | 3               |               |     | 25 octobre 2019 | 25 octobre 2019 |
|  | Manawatu        | 3               | Bay of Plenty | 12  |                 |                 |
|  | 19 octobre 2019 |                 | Bay of Plenty | 12  |                 |                 |
|  |                 | Hawke's Bay     | 7             |     |                 |                 |
|  | Hawke's Bay     | Hawke's Bay     | 7             | 44* |                 |                 |
|  | Hawke's Bay     |                 |               | 44* |                 |                 |
|  | Otago           | 39              |               |     |                 |                 |
|  | Otago           | 39              |               |     |                 |                 |

- après prolongation

### Ranfurly Shield
| 17 août 2019 16 h 35 NZST | Otago   | 41 – 22 | Southland | Forsyth Barr Stadium, Dunedin Arbitre : Paul Williams |
| 17 août 2019 16 h 35 NZST | Rapport |         |           | Forsyth Barr Stadium, Dunedin Arbitre : Paul Williams |
| 17 août 2019 16 h 35 NZST |         |         |           | Forsyth Barr Stadium, Dunedin Arbitre : Paul Williams |

| 30 août 2019 19 h 35 NZST | Otago   | 37 – 20 | Manawatu | Forsyth Barr Stadium, Dunedin Arbitre : Glen Jackson |
| 30 août 2019 19 h 35 NZST | Rapport |         |          | Forsyth Barr Stadium, Dunedin Arbitre : Glen Jackson |
| 30 août 2019 19 h 35 NZST |         |         |          | Forsyth Barr Stadium, Dunedin Arbitre : Glen Jackson |

| 8 septembre 2019 16 h 35 NZST | Otago   | 35 – 27 | Taranaki | Forsyth Barr Stadium, Dunedin Arbitre : Nick Briant |
| 8 septembre 2019 16 h 35 NZST | Rapport |         |          | Forsyth Barr Stadium, Dunedin Arbitre : Nick Briant |
| 8 septembre 2019 16 h 35 NZST |         |         |          | Forsyth Barr Stadium, Dunedin Arbitre : Nick Briant |

| 29 septembre 2019 14 h 5 NZST | Otago   | 45 – 35 | Waikato | Forsyth Barr Stadium, Dunedin Arbitre : Richard Kelly |
| 29 septembre 2019 14 h 5 NZST | Rapport |         |         | Forsyth Barr Stadium, Dunedin Arbitre : Richard Kelly |
| 29 septembre 2019 14 h 5 NZST |         |         |         | Forsyth Barr Stadium, Dunedin Arbitre : Richard Kelly |

| 5 octobre 2019 19 h 35 NZST | Otago   | 25 – 35 | Canterbury | Forsyth Barr Stadium, Dunedin Arbitre : Glen Jackson |
| 5 octobre 2019 19 h 35 NZST | Rapport |         |            | Forsyth Barr Stadium, Dunedin Arbitre : Glen Jackson |
| 5 octobre 2019 19 h 35 NZST |         |         |            | Forsyth Barr Stadium, Dunedin Arbitre : Glen Jackson |

| 13 octobre 2019 16 h 35 NZST | Canterbury | 31 – 25 | North Harbour | Rugby League Park, Christchurch Arbitre : James Doleman |
| 13 octobre 2019 16 h 35 NZST | Rapport    |         |               | Rugby League Park, Christchurch Arbitre : James Doleman |
| 13 octobre 2019 16 h 35 NZST |            |         |               | Rugby League Park, Christchurch Arbitre : James Doleman |